# Hanns Hagenauer
Hanns Hagenauer (* 8. August 1896 in Lindenberg im Allgäu; † 7. September 1975 in Oberammergau) war ein deutscher Maler, Zeichner und Grafiker.

## Leben
Nach dem Abschluss seiner Ausbildung zum Drucker zog Hanns Hagenauer 1914 in den Ersten Weltkrieg, wo er 1916 schwer verwundet und aus dem Militär entlassen wurde. Hagenauer studierte ab 1918 vier Jahre an der Kunstakademie Stuttgart unter Christian Landenberger, Robert Poetzelberger und Arnold Waldschmidt. Anschließend lebte er als freischaffender Künstler in Vorarlberg. 1933 zog er nach Gießen und gründete dort 1943 zusammen mit Hellmuth Mueller-Leutert und Carl Bourcarde den Oberhessischen Künstlerbund – der sich gegen die vom NS-Regime propagierte Kunstrichtung richtete – nachdem es mit dem hessischen Gauleiter zu einem Streit über eine Kunstausstellung gekommen war. Hagenauer blieb bis 1952 Vorsitzender des Bundes und zog danach nach Garmisch-Partenkirchen. Studienreisen führten ihn vor allem nach Frankreich, Italien (Ischia), Jugoslawien, die Schweiz, Ungarn und die Tschechoslowakei.

## Werke (Auswahl)
- Porträt eines Mannes mittleren Alters, 1935
- Darstellung aus Ischia, ca. 1950
- Dörfliches Motiv auf der Insel Ischia, ca. 1950